# پشت پا
قطعهٔ پِشت پا، جفت پا توسط سید مهدی حسینی آهنگسازایرانی در سال ۲۰۰۹ میلادی ساخته شده است. این اثر بر اساس تم موسیقی محلی کردی توسط آهنگساز آوانگاری و با یک کمپوزیسیون نوین برای سازهای: ابوا، باس کلارینت و ویلنسل تنظیم شده است. پِشت پا در موسیقی رقص‌های کردستان مقامی است که پس از گریان می آید و حرکات رقص آن تند تر از گریان است و تسمیهٔ پِشت پا از آن روست که یکی از پاها بر پشت پای دیگری ضربه می زند. 
اولین اجرای این اثر در تاریخ ۲۱ اکتبر مصادف با ۲۹ مهرماه ۱۳۸۸ در کنفرانس بینلمللی که بمناسبت دویست و دهمین سالگرد تولد الکساندر پوشکین و دویستمین سالگرد تولد نیکلای گوگول گردهمایی شده بود در سالن کنسرت موزهٔ پوشکین شهر سن پترزبورگ توسط سولیست‌های ارکستر سمفونی دولتی کاپلا سن پترزبورگ اجرا گردیده است.